# Araneus lacrymosus
Araneus lacrymosus là một loài nhện trong họ Araneidae.
Loài này thuộc chi Araneus. Araneus lacrymosus được Charles Athanase Walckenaer miêu tả năm 1842.